# Katja Grossmann
Katja Grossmann (30 aprile 1997) è un'ex sciatrice alpina svizzera.

## Biografia
Katja Grossmann, specialista delle prove veloci originaria di Bönigen e attiva dal novembre del 2013, in Coppa Europa ha esordito il 2 febbraio 2016 a Davos in discesa libera (45ª) e ha colto l'unico podio l'11 gennaio 2017 a Saalbach-Hinterglemm nella medesima specialità (2ª); ai successivi Mondiali juniores di Åre 2017 ha vinto la medaglia d'argento nella discesa libera. Ha disputato due gare in Coppa del Mondo, le discese libere del 26 e 27 febbraio 2021 in Val di Fassa (33ª nella prima prova, non ha completato la seconda); si è ritirata durante la stagione 2024-2025 e la sua ultima gara in carriera è stata il supergigante di Coppa Europa disputato il 17 dicembre a Zinal, chiuso dalla Grossmann al 34º posto. Non ha preso parte a rassegne olimpiche o iridate.

## Palmarès

### Mondiali juniores
- 1 medaglia:
  - 1 argento (discesa libera a Åre 2017)

### Coppa Europa
- Miglior piazzamento in classifica generale: 18ª nel 2017
- 1 podio:
  - 1 secondo posto

### Campionati svizzeri
- 2 medaglie:
  - 1 oro (combinata nel 2020)
  - 1 argento (supergigante nel 2020)